# 메이오 클리닉
메이오 클리닉(Mayo Clinic)은 미국 미네소타주 로체스터에 본사를 둔 종합 병원이다. 로체스터 외에도 플로리다주 잭슨빌과 애리조나주 스코츠데일에 지부를 두고 있다. 또한 메이요 클리닉 헬스 시스템(Mayo Clinic Health System)이라는 이름으로, 미네소타 주내뿐만 아니라 아이오와 주, 위스콘신 주에도 병원이나 진료소를 운영하고 있다.